# City Gate
La City Gate (in maltese Bieb il-Belt, letteralmente "Porta della città") è una porta situata all'ingresso della Valletta, a Malta, costruita tra il 2011 e il 2014 su progetto dell'architetto italiano Renzo Piano.
La prima porta che sorgeva sul sito fu Porta San Giorgio, costruita nel 1569 su progetto di Francesco Laparelli o Girolamo Cassar. La porta fu ribattezzata Porta Reale (in maltese Putirjal) verso il 1586, prima di essere ricostruita nel 1633, probabilmente su progetto di Tommaso Dingli. Fu brevemente ribattezzata Porte Nationale durante l'occupazione francese di Malta nel 1798, ma il suo nome tornò a Porta Reale quando Malta cadde sotto il dominio britannico nel 1800. Nel 1853, questa fu sostituita da una porta più grande, anche nota come Kingsgate. Queste prime tre porte erano tutte fortificate, facenti parte delle mura della città di La Valletta. La porta era anche chiamata informalmente Porta di terra poiché era l'unico approccio verso terra alla città. 
L'ultima porta fortificata fu demolita nel 1964, sostituita da una porta progettata dall'italiano Alziro Bergonzo. Questa porta è stata infine demolita nel 2011 ed è stato sostituito dalla porta di Piano, completata nel 2014. 

## Posizione

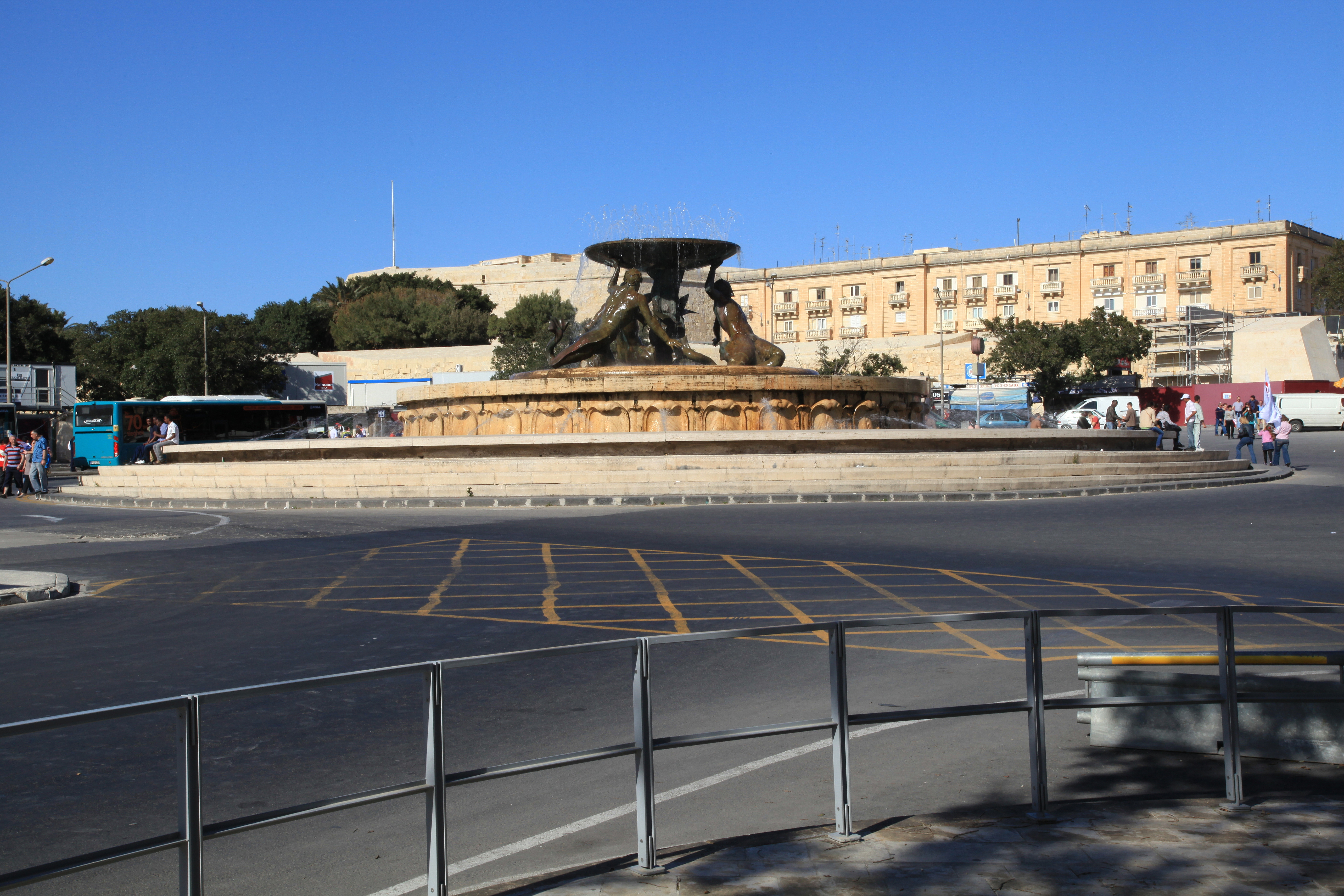
La Fontana del Tritone, situata appena fuori dalla porta della città

La City Gate si trova all'interno della Cortina di Porta Reale, un muro di cortina al centro del Valletta Land Front, situata tra i bastioni di San Giacomo e San Giovanni. Un ponte che attraversa il profondo fossato di La Valletta conduce alla porta. La porta era originariamente protetta da un couvre porte, un fossato avanzato e una lunetta nota come Lunetta di Santa Madeleine. Durante il dominio britannico, la lunetta fu demolita e parte del fossato avanzato fu riempito. Il sito fu successivamente occupato dal capolinea degli autobus, con al centro la Fontana del Tritone. La piazza intorno alla fontana è stata infine convertita in un'area pedonale.

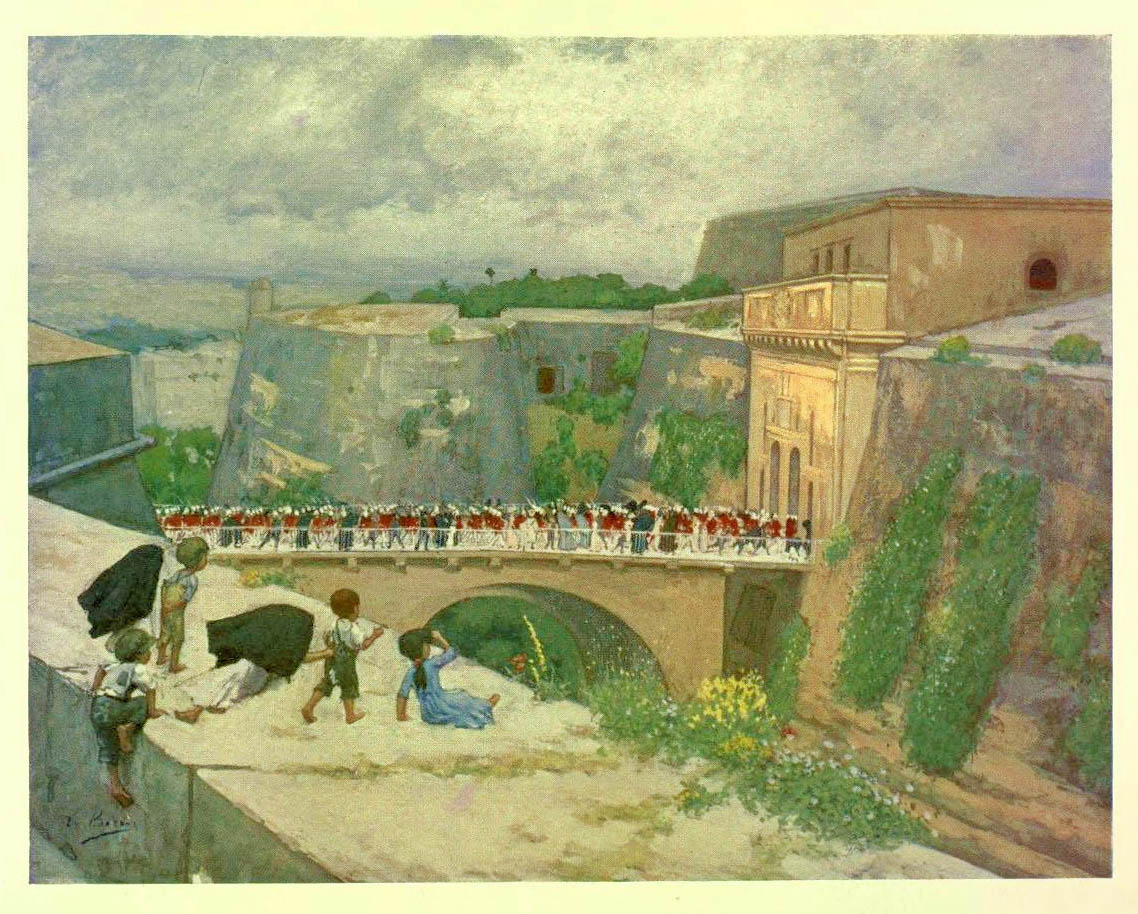
Dipinto del ponte che portava alla Porta della città, 1910

La porta segna l'inizio di Republic Street (in maltese Triq ir-Repubblika, già Kingsway), la strada principale della Valletta che arriva fino al Forte sant'Elmo all'estremità opposta della città. Gli edifici nelle immediate vicinanze della City Gate includono il Parlamento, le rovine del Teatro Reale e il City Gate Shopping Arcade. Saint James Cavalier e Saint John's Cavalier si trovano sui due lati della cancello, vicino rispettivamente alla sede del parlamento e al centro commerciale. 
La City Gate era una delle tre porte che conducevano alla città - le altre erano la Porta di Marsamuscetto e la Porta Del Monte, all'estremità occidentale e orientale della città. La Porta di Marsamuscetto fu demolita all'inizio del XX secolo, mentre la Porta Del Monte venne sostituita dalla Victoria Gate nel 1885.

## Storia

### Prima porta (1569–1633)
La porta originale della Valletta era conosciuta come Porta San Giorgio e fu costruita durante il regno del Gran Maestro Jean Parisot de Valette, da cui la città prende il nome. Porta San Giorgio fu probabilmente progettata da Francesco Laparelli, l'ingegnere militare italiano che progettò la maggior parte delle fortificazioni della Valletta, o dal suo assistente maltese Girolamo Cassar. La costruzione iniziò nell'aprile del 1566 e fu completata entro il 1569. La porta era piuttosto semplice nel design ed era semplicemente una piccola apertura spoglia sulle pareti divisorie. 
Un ponte in legno collegava originariamente Porta San Giorgio con la campagna attraverso il fossato. Qualche tempo prima del 1582, un ponte di pietra sostituì quello di legno. Il ponte stesso è stato sostituito più volte, ma le sue fondamenta scavate nella roccia rimangono intatte e continuano a sostenere l'attuale ponte.
Intorno al 1586, durante il regno del Gran Maestro Hugues Loubenx de Verdalle, la porta fu ribattezzata Porta Reale (Putirjal). Alla fine del XVI secolo, fu costruito un cancello esterno più piccolo e un arco trionfale fu aggiunto sopra il cancello originale.

### Seconda porta (1633–1853)

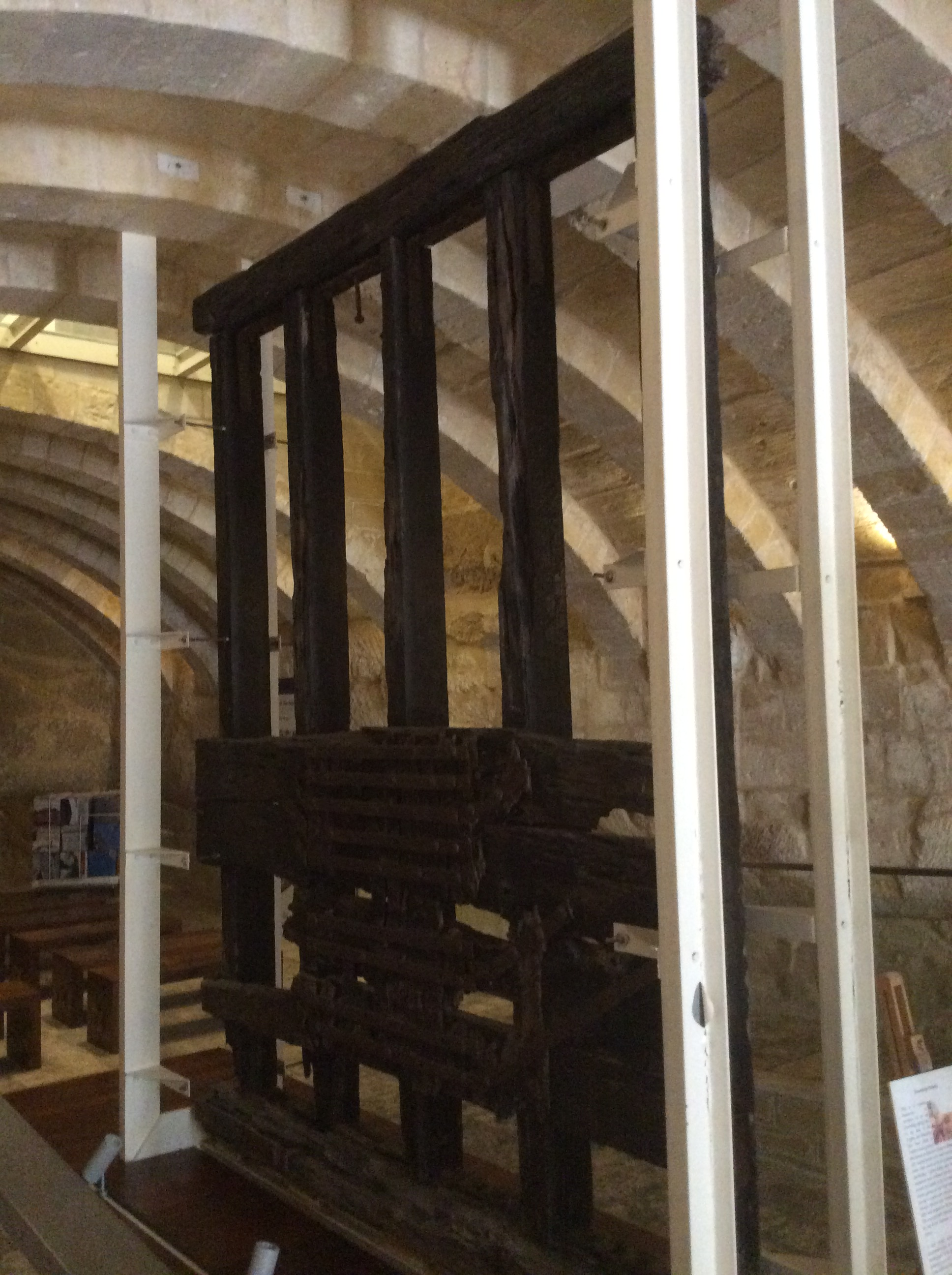
Il ponte levatoio del XVII secolo, che si ritiene provenga dalla seconda porta della città, ora esposto al Fortifications Interpretation Centre.

La seconda porta della città fu costruita nel 1633, durante la magistratura del Gran Maestro Antoine de Paule. Questa porta era più ornato della precedente Porta San Giorgio ed era costituita da un arco centrale con un arco più piccolo su ciascun lato e un ponte levatoio in legno attraverso il profondo fossato secco che si trova immediatamente fuori dalle mura della città.
Questa porta è spesso attribuita all'architetto maltese Tommaso Dingli, sebbene non vi siano prove documentali a sostegno di questa affermazione.
Durante l'occupazione francese di Malta nel 1798-1800, la porta era nota come Porte Nationale. In conformità al Sesto Proclama del 1814, emesso dal governatore Sir Thomas Maitland, lo stemma britannico fu installato alla porta nel 1815. Questo stemma potrebbe essere stato opera dello scultore Vincenzo Dimech.
La porta fu modificata nel tempo e alla fine del XVIII e all'inizio del XIX secolo c'erano alcune caratteristiche che non avevano fatto parte del progetto originale di Dingli. La porta fu demolito nel 1853 poiché era troppo stretta e doveva essere ampliato.
I resti di un ponte levatoio del XVII secolo che si ritiene siano stati installati a Porta Reale sono ora esposti al Fortifications Interpretation Centre.

### Terza porta (1853–1964)

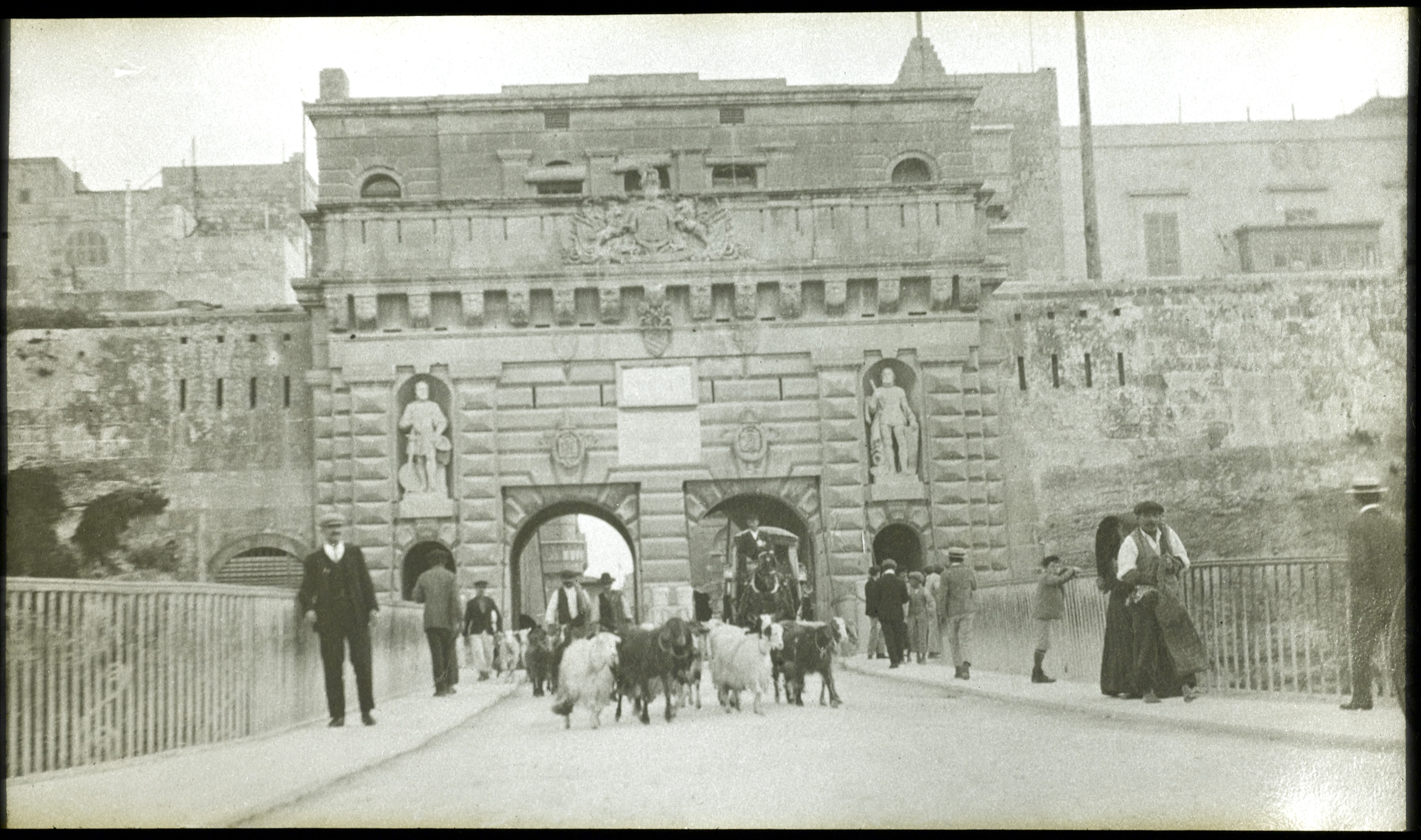
Kingsgate nei primi anni del 1900

La terza porta della città fu costruita nel 1853, al culmine del dominio britannico di Malta. La porta era conosciuta come Porta Reale ed era anche conosciuta come Putirjal in maltese e Kingsgate in inglese.
La porta fu progettata dal Col. Thompson degli ingegneri reali, e consisteva in due archi centrali con due più piccoli. C'erano due statue su entrambi i lati della porta: una di Philippe Villiers de L'Isle-Adam, il primo Gran Maestro a Malta, e una di Jean Parisot de Valette, il fondatore della città. Il 24 luglio 1892, un busto in bronzo di Papa Pio V, che aveva apportato significativi contributi finanziari alla costruzione della Valletta, fu installato sopra l'arco sul retro del cancello.
All'inizio del XX secolo, la porta era considerata troppo piccola per far fronte al grande afflusso di persone che entravano in città. Le prime proposte per affrontare questo problema furono fatte negli anni '20 e alcune includevano la sostituzione della porta con una carreggiata aperta. Kingsgate sopravvisse ai bombardamenti della seconda guerra mondiale, anche se fu leggermente danneggiata nell'aprile 1942, quando il ponte che portava al cancello fu colpito da un bombardamento aereo. Le statue di L'Isle-Adam e de Valette furono distrutte durante questo attacco.

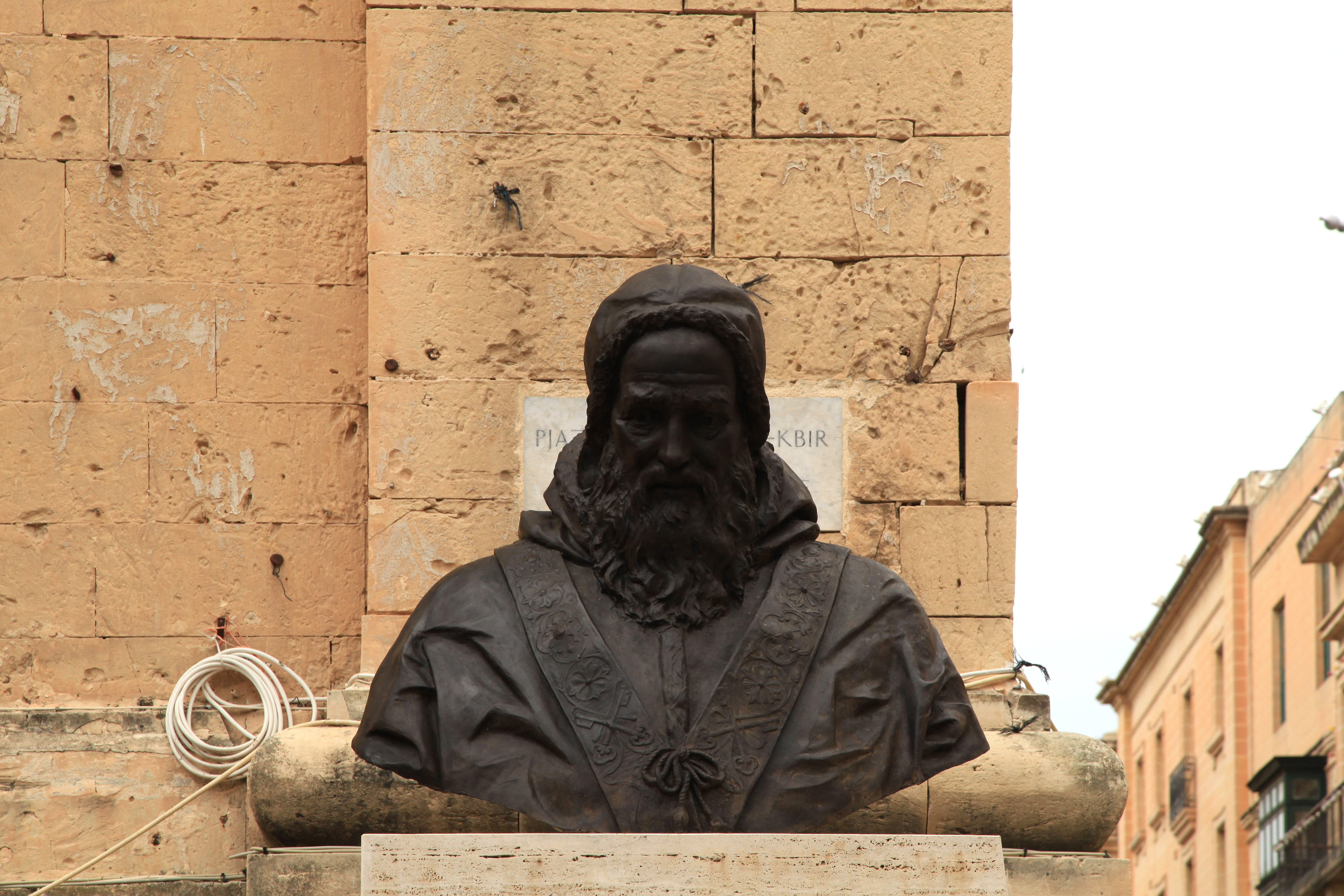
Busto di Papa Pio V che fu installato sulla Porta Reale nel 1892, ora trovato in Great Siege Square.

I primi piani per riqualificare il Teatro Reale e l'ingresso della Valletta furono realizzati negli anni '50. Questo progetto fu ripreso dal primo ministro George Borg Olivier nel 1962, concentrandosi sulle porte della città. Il progetto di sostituzione della porta con uno più grande fu annunciato alla Trade Fair Exposition del 1963 e la porta fu abbattuto nel giugno del 1964.
In seguito alla demolizione del cancello, il busto di Pio V fu messo in deposito, prima di essere recuperato dal Consiglio locale della Valletta nel 1993. Nel 2005, il busto fu spostato in Great Siege Square, vicino alla concattedrale di San Giovanni e ai Tribunali.

### Quarta porta (1965–2011)

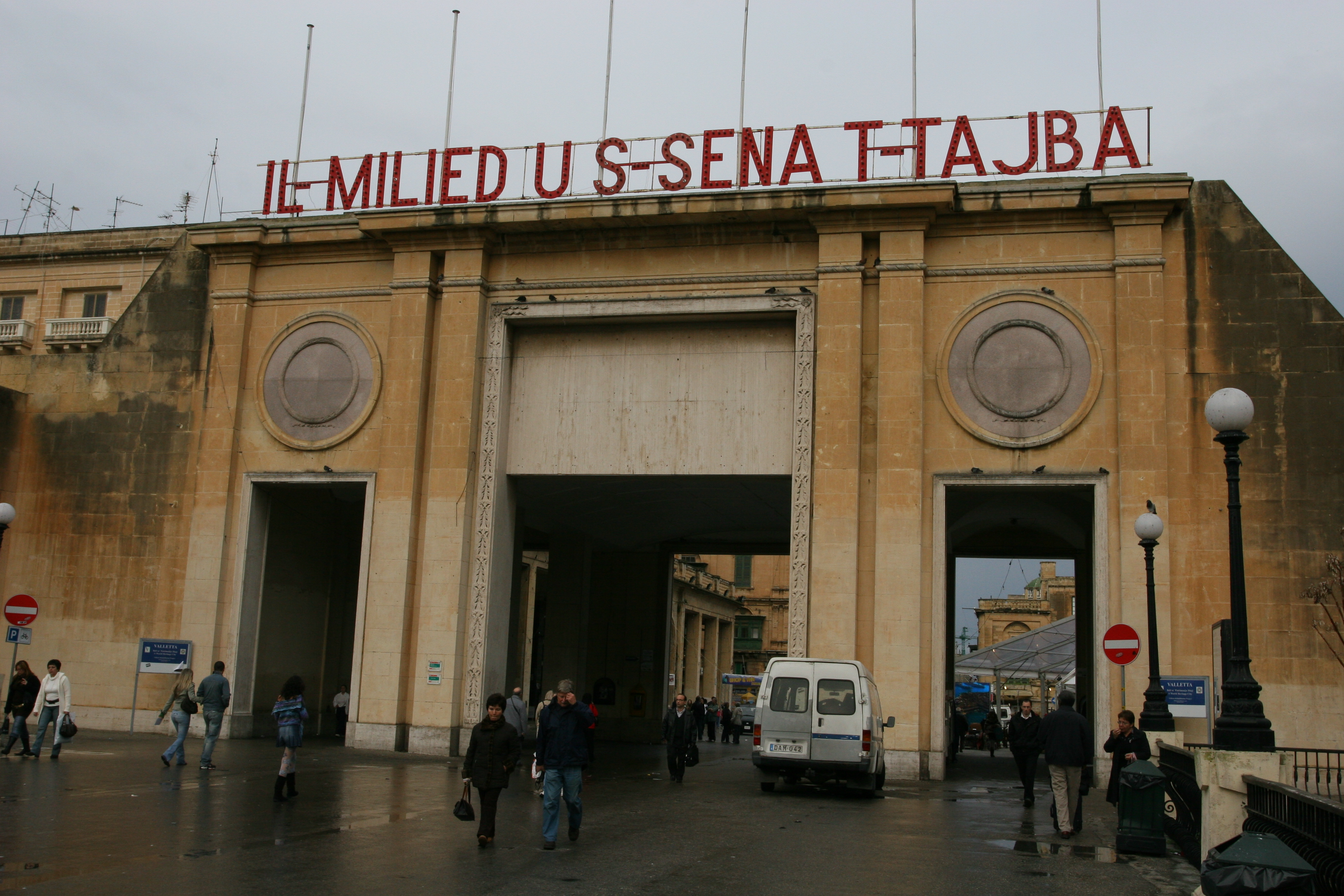
La porta della città di Bergonzo in una foto del 2006

La quarta porta della città fu costruita tra giugno 1964 e agosto 1965 su progetto dell'architetto Alziro Bergonzo. La porta consisteva in una grande apertura al centro con due più piccole ai lati e aveva un design semplice con ornamenti limitati. Papa Pio V Street (Triq il-Papa Piju V) passava al di sopra della porta.
La porta faceva parte di un progetto che non fu mai completamente completato, quello di riqualificare l'ingresso alla Valletta e il Teatro Reale. Era controverso al momento della sua costruzione, con l'opinione pubblica che aveva opinioni contrastanti sulla porta. Nel marzo del 1965, quando era in corso la costruzione della porta, la Camera degli architetti ne criticò il progetto come "flop architettonico". Gli argomenti a favore della porta affermavano che essa offriva una visione migliore dei bastioni e che il suo design rifletteva l'austerità delle fortificazioni.
Ulteriori critiche furono rivolte verso la porta nei decenni successivi e vi fu un interesse pubblico a sostituire il cancello. L'architetto italiano Renzo Piano ha pianificato per la prima volta di riqualificare l'ingresso della Valletta nel 1988, ma il progetto è stato accantonato nel 1992. Nel 2008, il governo ha ripreso i contatti con Piano per sostituire la porta. I nuovi piani di Piano sono stati rivelati il 27 giugno 2009 e la City Gate è stata demolita tra il 2 e il 5 maggio 2011, con la partecipazione del Primo Ministro Lawrence Gonzi alla demolizione. La demolizione della Porta della città e dei vicini portici di Freedom Square è costata complessivamente 1,39 milioni di euro.

### Quinta porta (2014-oggi)

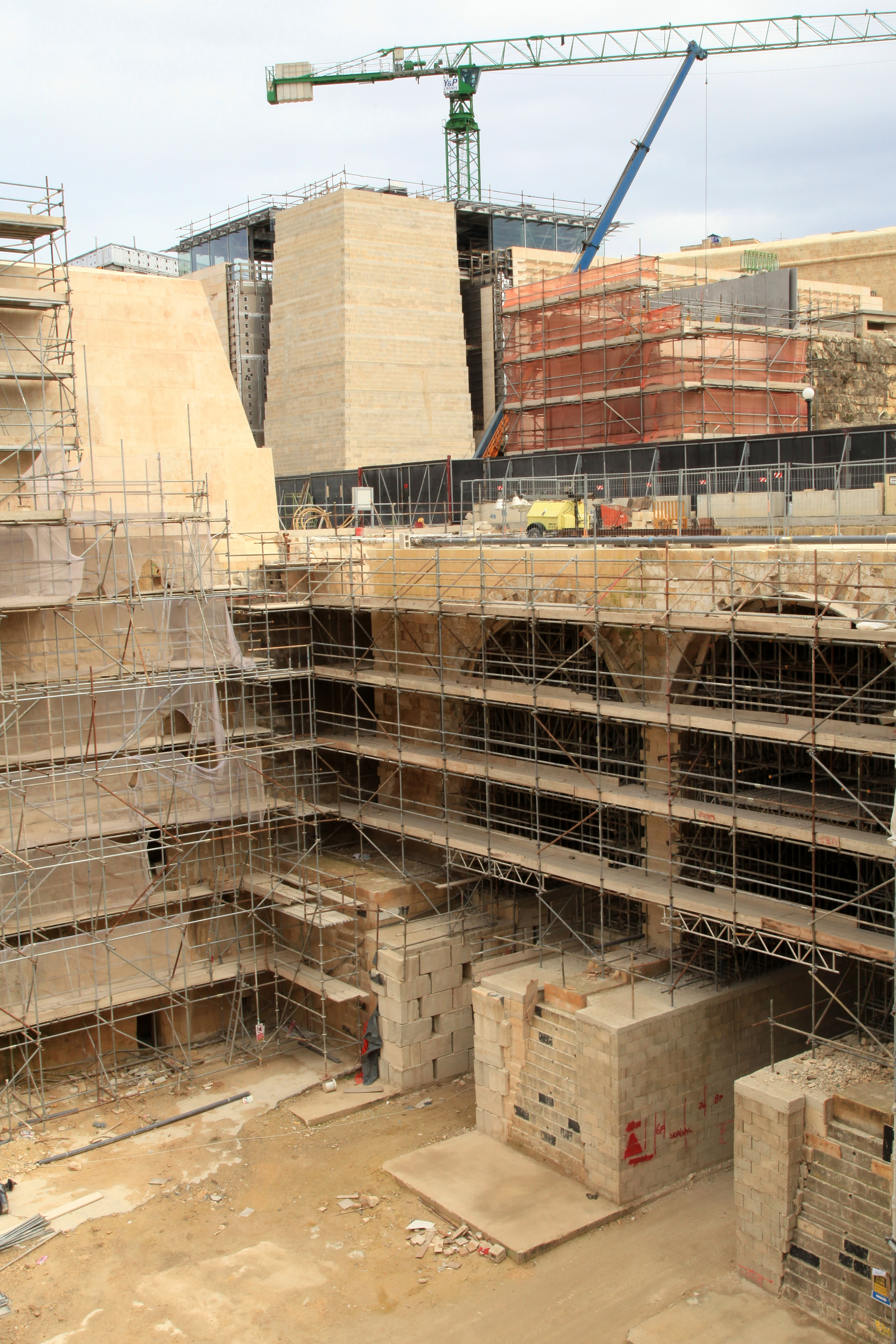
Quinta porta della città in costruzione nel 2013

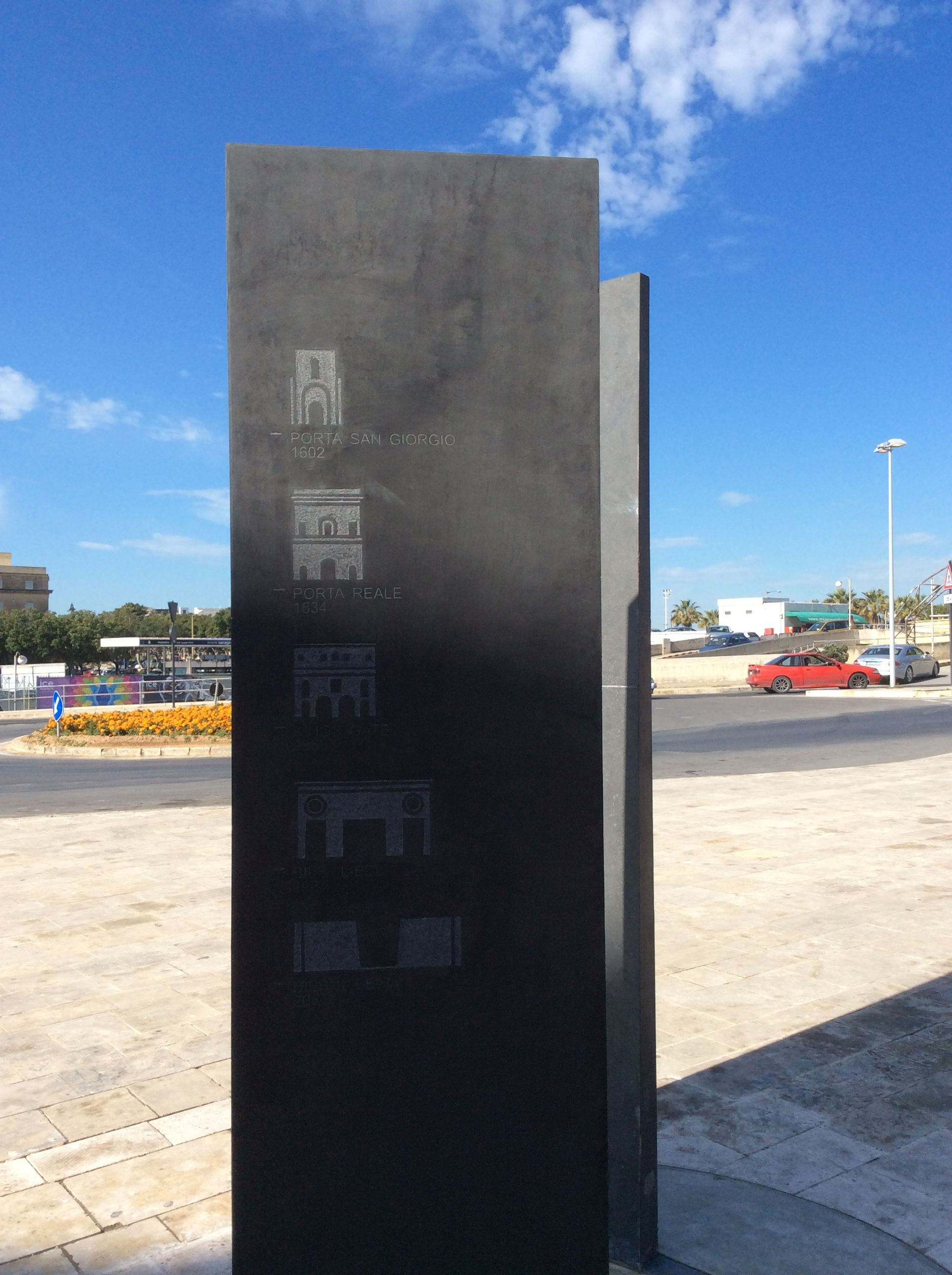
Parte dell'installazione artistica Prospettiva che mostra le cinque porte della città di La Valletta

La quinta e attuale porta della città è stata costruita tra il 2011 e il 2014 su progetto di Renzo Piano. Questa porta è molto diversa dai precedenti, poiché consiste in una breccia nei bastioni, fiancheggiata da grandi blocchi di pietra, separati dai muri di cortina da alte lame d'acciaio. Come la quarta porta, anche questa fu costruita come parte di un progetto di riqualificazione dell'ingresso della capitale maltese. Il progetto ha anche trasformato le rovine del Teatro Reale in un teatro all'aperto noto come Pjazza Teatru Rjal, e fu costruita una nuova sede del Parlamento maltese che occupa parte di Freedom Square.
La nuova porta della città, come il resto del progetto di Piano, resta controversa. La maggior parte dei maltesi ha accolto con favore la demolizione della quarta porta, sebbene fosse uno dei pochi esempi di architettura razionalista italiana sull'isola. Alcuni critici della nuova porta avrebbero preferito un design più tradizionale simile al terzo cancello. La nuova porta è stata paragonata all'antico tempio egizio di Edfu, con i critici che affermano che la breccia nei bastioni è fuori posto in un contesto architettonico cittadino in gran parte manieristico e barocco.

## Memoria
Nell'ottobre 2014 è stata inaugurata un'installazione d'arte dal titolo Prospettiva su Girolamo Cassar Avenue, vicino al capolinea degli autobus. L'installazione incorpora elementi delle cinque porte che si trovavano all'ingresso di La Valletta ed è stata progettata dall'architetto Chris Briffa. L'installazione commemora la selezione della Valletta come capitale europea della cultura nel 2018.